# Eigg
Eigg (gaelsky Eige) je po ostrově Rùm v pořadí druhým největším ostrovem ze skupiny Small Isles v Hebridském moři ve skotském souostroví Vnitřní Hebridy. Z politicko-administrativního hlediska je Eigg součástí skotské správní oblasti Highland. Eigg se v roce 1997 stal první nemovitostí na Skotské vysočině, kterou si zakoupili samotní obyvatelé tohoto území. Ostrov vlastní a spravuje spolek Isle of Eigg Heritage Trust, který je partnerem pro kontakt s Radou Skotské vysočiny (Highland Council) a agentury, zabývající se ochranou skotského přírodního bohatství (Scottish Wildlife Trust).

## Geografie
Ostrov Eigg leží v Hebridském moři zhruba uprostřed mezi poloostrovem Sleat, jihozápadním výběžkem ostrova Skye na severu a nejzápadnějším výběžkem skotské pevniny, poloostrovem Ardnamurchan, na jihu. Se svojí plochou 30,5 km² dosahuje Eiig jen necelé třetiny rozlohy Rùmu, avšak je trojnásobně větší než Canna a více než pětinásobně větší než Muck. Vzdálenost od západního pobřeží Skotska činí vzdušnou čarou asi 12,5 km, lodní trasa z Arisaigu je dlouhá zhruba 18 km a z Mallaigu přibližně 24 km. Nejbližším ostrovem v souostroví Small Isles je Muck.

## Geologie a geomorfologie
Eigg, stejně jako ostrůvek Eilean Chathastail a další menší ostrovy v okolí, je vulkanického původu. Je tvořen, podobně jako ostatní ostrovy ze Small Isles, magmatickými horninami, konkrétně čedičovými lávovými proudy, v nichž se po zatuhnutí projevila sloupcovitá odlučnost.

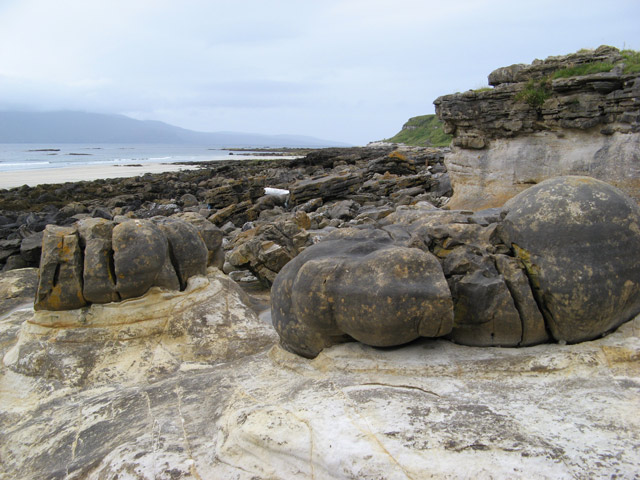
Kulovité konkrece na severním pobřeží ostrova

Vulkanický původ ostrova je dobře patrný zejména v oblasti plošiny Beinn Bhuidhe  (Beinn Bhuidhe plateau) poblíž správního střediska Cleadale na severu, kde pobřežní útesy obzvláště intenzívně podléhají erozi. Povrchový reliéf ostrova byl modelován ledovcem. Nejvyšším bodem ostrova je čedičový skalní suk An Sgùrr (393 m n. m.), výšku 300 metrů překračuje i několik dalších vrcholů. Povrch ostrova je rozbrázděn stržemi a roklemi, které byly vytvořeny četnými místními vodními toky.
Eigg, přesněji severní oblast ostrova, je též významnou paleontologickou lokalitou. V roce 1840 zde skotský geolog a spisovatel Hugh Miller objevil četné pozůstatky živočichů z období mezozoika (druhohor), neboli z tzv. "éry dinosaurů". Jednalo se o zkameněliny plesiosaurů, želv, belemnitů a další fauny z období jury a křídy, kdy nynější souš byla dnem mělkého tropického moře. Svůj pobyt na Eiggu popsal Miller v knize The Cruise of the Betsey z roku 1856 .
Na pobřeží nejsevernějšího výběžku ostrova se nacházejí tzv. "eiggské zpívající písky" (singing sands of Eigg). Jedná se o písky, jejichž křemičitá zrna při pohybu za vlhka vydávají výrazné skřípavé zvuky. V této oblasti se nachází i další geologická zajímavost. Na břehu mezi Laig Beach a zpívajícími písky nebo ve skalních stěnách pobřežních útesů u Cleadale lze najít četné kulovité konkrece, od menších kuliček až po objekty, dosahující až 2 metry v průměru. Tyto místní konkrece, tvořené hmotou z písku a vápnitého tmelu, která obklopuje pevné jádro, jsou nazývány Valtos Sandstone (valtoské pískovce) podle stejnojmenné geologické lokality na ostrově Skye.
V roce 2020 byla z tohoto ostrova popsána zkamenělá lýtková kost dosud neznámého stegosauridního dinosaura, pocházející z období střední jury.

## Historie
Svatý Adomnán z Iony kolem roku 700 ve svém díle Vita Columbae ("Život Kolumby") nazývá ostrov Egea. Vyskytly se další historické názvy: Ega, Ego, Ege, Egge, Egg a Eige. Původ názvu bývá odvozován od gaelského eig, znamenajícího "stupínek", "zásek", "vrub", nebo od norského egg či eggjar jako označení pro ostrý horský hřeben.

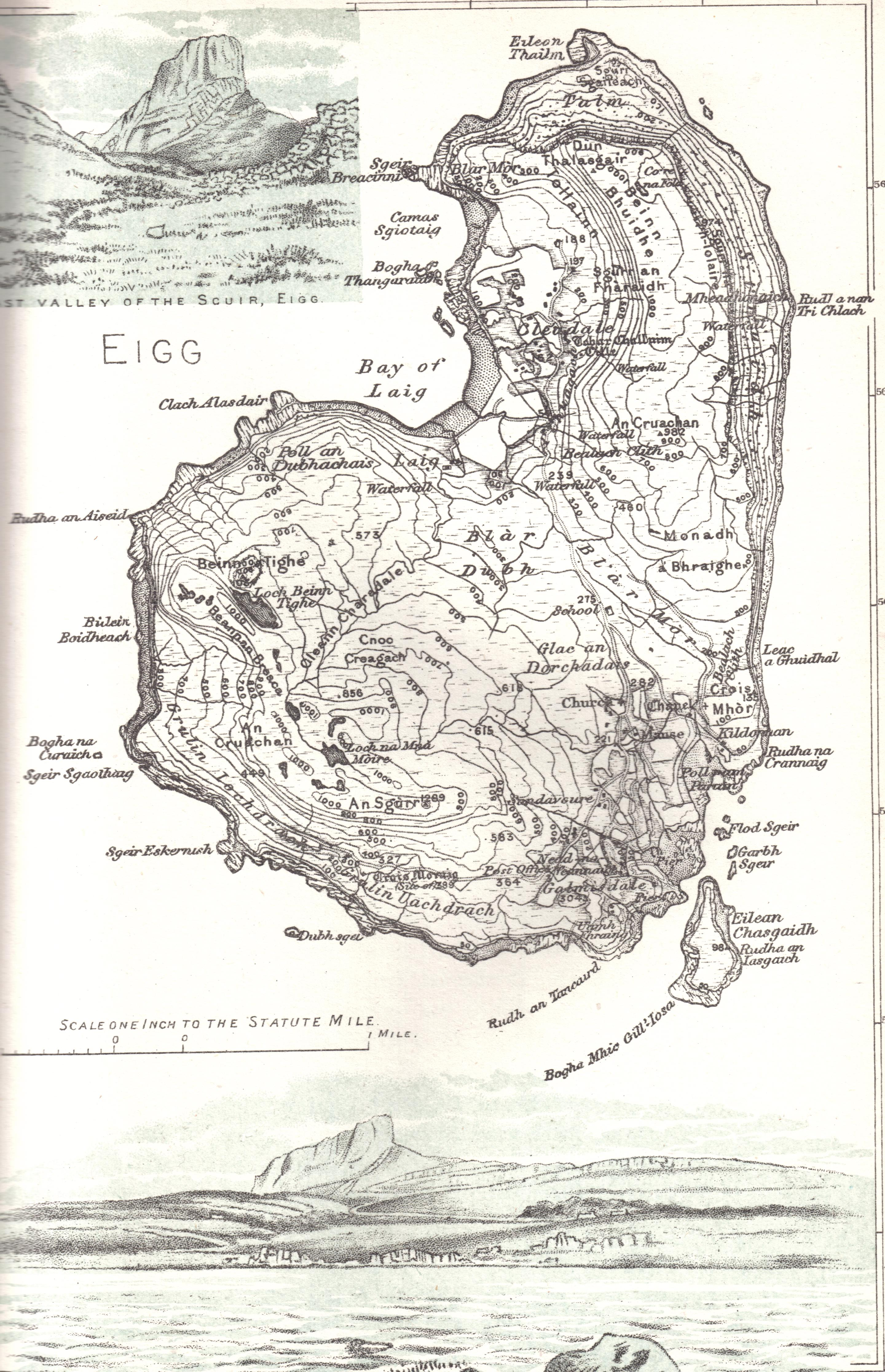
Mapa ostrova z roku 1892

Na ostrově byly nalezeny stopy po osídlení z doby bronzové a železné. V období raného středověku zde v místě, zvaném Kildonnan, existoval klášter, založený svatým Donnánem (Donnán z Eiggu, angl. Saint Donnán of Eigg), který jako křesťanský misionář přišel mezi Pikty z království Dál Riáda nebo z Irska. Svatý Donnán byl 17. dubna 617 brutálně zabit (podle legendy byl upálen spolu se svými 150 souvěrci) z popudu místní piktské královny. Svatý Donnán je dodnes patronem ostrova Eigg.
V středověku náležel ostrov k panství klanu Donaldů, resp. MacDonaldů (ve skotské gaelštině Clann Dòmhnaill ). V 16. století, kdy na ostrovech docházelo ke sporům a srážkám mezi příslušníky klanů MacDonaldů a MacLeodů, byly na Eiggu zaznamenány krvavé události, které mj. popisuje příběh o masakru čtyř stovek ostrovanů, kteří se uchýlili před nepřáteli do jedné z místních jeskyní na jižním pobřeží ostrova nedaleko přístavu Galmisdale.
Na počátku 19. století na Eiggu žilo kolem 500 obyvatel, kteří se zabývali pěstovaným brambor a ovsa, chovem skotu a sběrem mořských řas (kelpu). K vysídlování obyvatel začalo docházet poté, kdy se pro majitele pozemků stal výnosnějším chov ovcí. Během tzv. vyklízení Vysočiny (Highland Clearances) opustilo ostrov mnoho lidí. Jedna skupina vysídlenců například ve 20. letech 19. století doputovala až do Kanady. Usadila na náhorní plošině na pobřeží Nového Skotska a svůj nový domov nazvala Eigg Mountain. V roce 1853 byla kompletně vysídlena eiggská vesnice Gruilin, své domovy muselo opustit 14 rodin.
V roce 1906 byl na ostrůvku Eilean Chathastail, vzdáleném asi 100 metrů od pobřeží Eiggu u vjezdu do přístavu Galmisdale, vybudován 8 metrů vysoký maják.

## 21. století

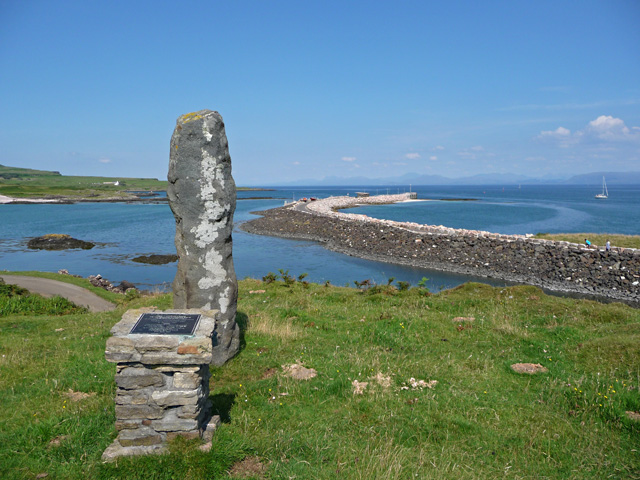
Na památku vykoupení ostrova jeho obyvateli byl nad novým přístavním molem vztyčen čedičový sloup

V roce 1997, tj. v době, kdy byl vytvořen Isle of Eigg Heritage Trust a došlo k zakoupení ostrova do vlastnictví jeho obyvatel, žilo na Eiggu 65 lidí. Toto vykupování pozemků místními obyvateli později podpořil i Skotský parlament, ustavený v roce 1998, a následně i skotská vláda. V dalších letech se - na rozdíl od řady jiných hebridských ostrovů - počet obyvatel Eiggu zvýšil. V roce 2011 na ostrově žilo již 83 lidí, přičemž hlavním kladem bylo, že se na Eigg začali vracet mladí lidé, aby zde žili a podnikali. Na ostrově je obchod, pošta a základní škola.
Spotřeba elektřiny je pokrývána výhradně z obnovitelných zdrojů. V první dekádě 21. století byla na ostrově vybudována řada větrných turbín, rovněž je využívána i solární a vodní energie. Místní Heritage Trust založil vlastní společnost Eigg Electric Ltd, na jejímž financování se částečně podílela i britská státní loterie (National Lottery) a organizace Highlands and Islands Community Energy Company, od roku 2008 nezávislá organizace Community Energy Scotland.
Heritage Trust věnuje velkou pozornost rozvoji cestovního ruchu. U přístavu Galmisdale byl vybudován nový obchod s řemeslnými výrobky, pošta, restaurace s barem a veřejné sprchy a toalety, přístupné 24 hodin denně. V roce 2004 byl modernizován a zvětšen přístav. Celoročně zde přistávají trajekty společnosti Caledonian MacBrayne z Mallaigu, která zajišťuje pravidelné okružní spoje mezi ostrovy Eigg, Muck, Rùm a Canna. V sezóně od dubna do září na Eigg zajíždí též loď z Arisaigu.

## Životní prostředí
Na ostrově bylo pozorováno na 130 druhů ptáků. Vyskytuje se zde například draví ptáci jako orel mořský, káně lesní, orel skalní, poštolka obecná, moták pilich, sokol stěhovavý a ze sov kalous ušatý. V zimě zde lze spatřit potáplici lední nebo slučku malou, v létě pak kukačku obecnou, bramborníčka hnědého, pěnici hnědokřídlou nebo konopku žlutozobou.

## Fotogalerie

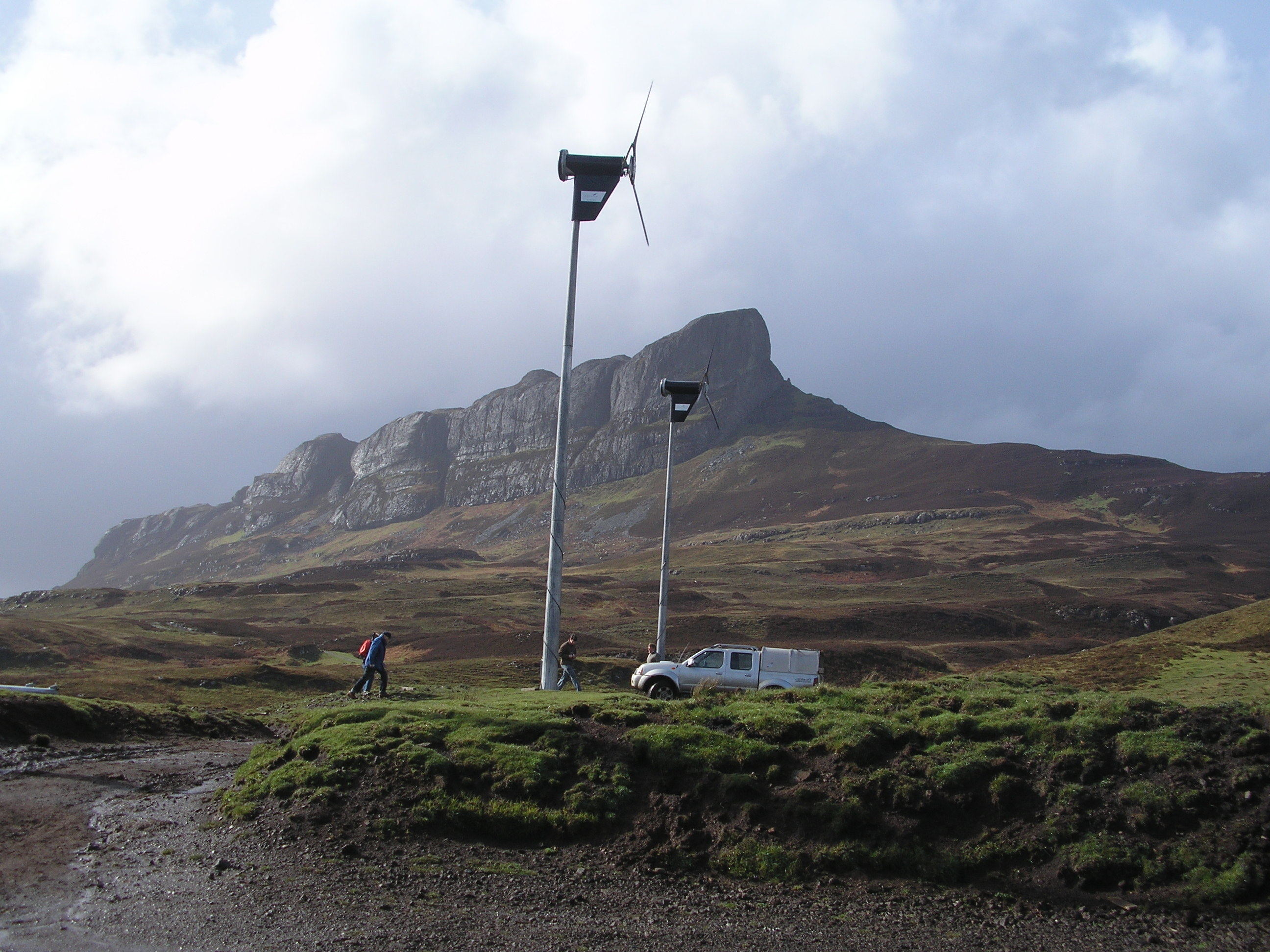
Větrné turbíny na úpatí hory An Sgùrr
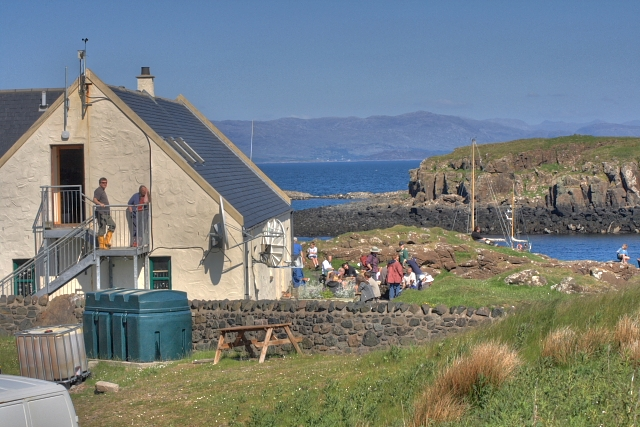
Kavárna a obchod v Galmisdale
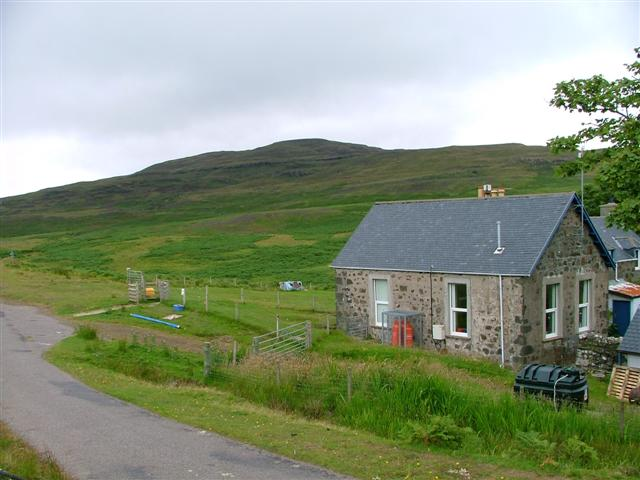
Ostrovní jednotřídka - v r. 2005 zde bylo 11 žáků
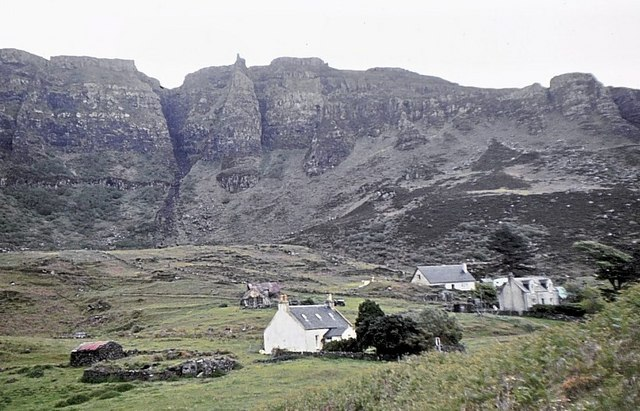
Domy v Cleadale na snímku z roku 1977
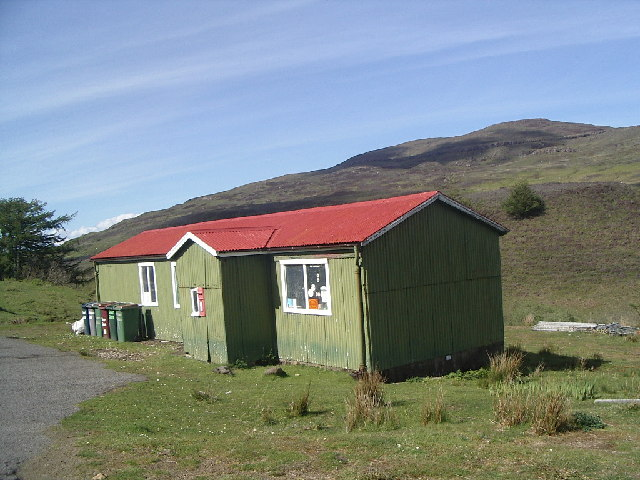
Stará pošta, přeměněná v muzeum
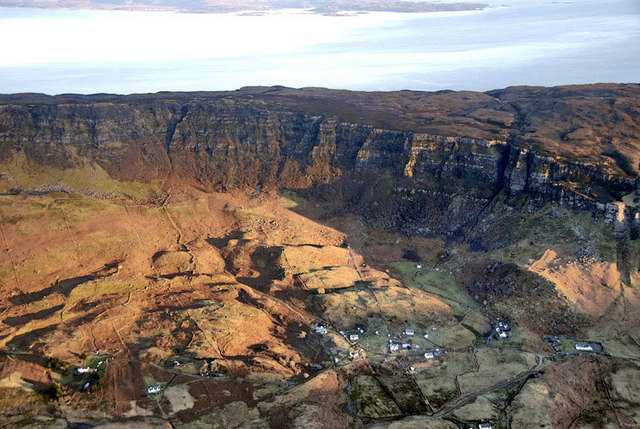
Ves Cleadale pod mohutnou skalní stěnou
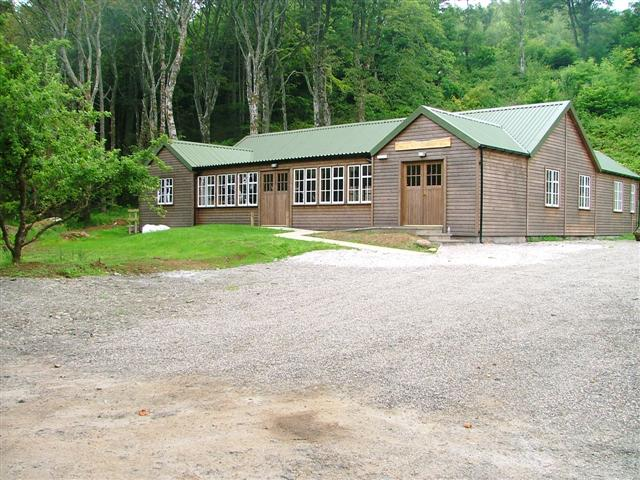
Nové komunitní centrum obyvatel ostrova Eigg